# میتسوبیشی ۱ام‌تی
میتسوبیشی ۱ام‌تی (به انگلیسی: Mitsubishi_1MT) یک هواگرد ملخ‌پیشین تک‌موتوره از نوع هواگرد اژدرافکن ساخت شرکت میتسوبیشی است. هواگرد میتسوبیشی ۱ام‌تی نخستین پروازش را در ۱۹۲۲ میلادی انجام داد. در مجموع، تعداد ۲۰ فروند از این هواگرد ساخته شده‌است.
طراح این هواگرد، Herbert Smith بود.